# Love letter
För andra betydelser, se Love Letters (olika betydelser).
Love letter, även känt som VBS/Loveletter eller ILOVEYOU, var ett datorvirus som spred sig under våren år 2000.
Viruset spreds via ett mejl med ärenderubriken "ILOVEYOU", och innehöll en bilaga med namnet "LOVE-LETTER-FOR-YOU.txt.vbs". Bilagan innehöll ett Visual-Basic-skript som exekverades om mottagaren öppnade bilagan. Då en vanlig inställning i mail-systemet var att dölja filtyps-ändelsen i bilagor visades bilagans namn som "LOVE-LETTER-FOR-YOU.txt" och kunde då ge intrycket att det "bara" var en text-fil.
Om mottagaren klickade på bilagan så exekverades skriptet som började med att kopiera sig själv till systemkatalogen Windows, och skapade sedan nya mail innehållande skriptet som sändes vidare till alla individer i den mottagande datorns adressbok samt kontakter Outlook Express. Därefter utförde skriptet destruktiva åtgärder som att radera bildfiler och byta filtypsändelse på många filer. Viruset spreds på kort tid till omkring 50 miljoner datorer.
Viruset skapades av Onel de Guzman, en filippinsk datorstudent. Försök gjordes att lagföra honom och även få honom utlämnad till USA, men då Filippinerna vid denna tid saknade lagstiftning inom området gick Guzman fri.